# 川野青茅
川野青茅（学名：Deyeuxia grata）为禾本科野青茅属下的一个种。

## 扩展阅读
- 維基物種上的相關：川野青茅